# Endless Computer
Endless Mobile, Inc. - розробник операційної системи Endless OS на базі Linux  . Компанія була заснована в 2011 році  . 

## Історія
Endless був заснований в травні 2011 року в Сан-Франциско, штаті Каліфорнія Метью Даліо і Марсело Сампайо. У перші три роки компанія зосередилася на розробці польових досліджень в Росинхе - найбільшій фавелі в Ріо-де-Жанейро, Бразилія, а також в Гватемалі . 
У квітні 2015 року компанія була запущена для широкого загалу в рамках кампанії на платформі Kickstarter . Він привернув 176 538 дол. США з 1 041 прихильником менш, ніж за 30 днів  . 
У листопаді 2015 року Endless почав продавати комп'ютери в магазинах Claro в Гватемалі. До цього продукт продавався в власних кіосках. У січні 2016 року ознаменував запуск Endless Mini, білого сферичного ПК розміром з грейпфрут вартістю 79 і 99 доларів  . 

## продукти

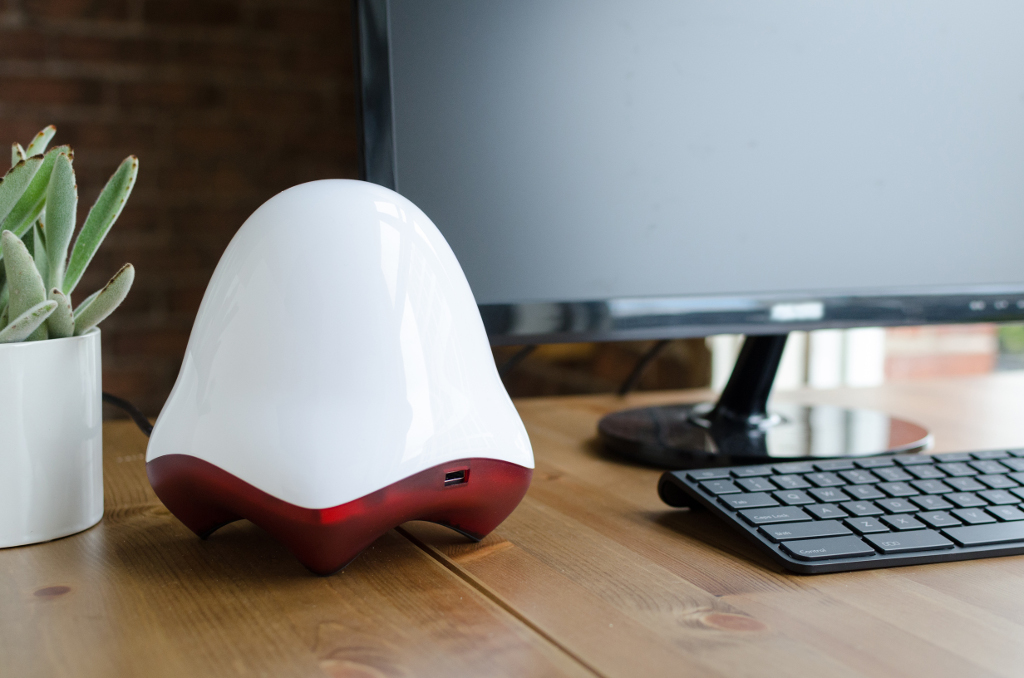
Endless Computer

### Устаткування
Згідно з специфікаціями, знайденим в їх інтернет-магазині, буде кілька моделей, заснованих або на процесорах Intel Celeron N2807 (Mission and Endless), або на чотирьох ядерному процесорі AMLogic S805 Cortex A5 ARM (Mission Mini і Endless Mini)  . 

### Програмне забезпечення
Endless OS - дистрибутив Linux на основі Debian     . Дистрибутив скомпільовано поверх ядра Linux та інших технологій з відкритим вихідним кодом ( Chromium, GNOME, GRUB, GTK +, PulseAudio, Rufus, systemd, X.org, Yelp і багато інших). На відміну від більшості дистрибутивів Linux, Endless OS використовує кореневу файлову систему тільки для читання, керовану OSTree і Flatpak для отримання і оновлення програм  . Інтерфейс заснований на сильно модифікованої середовищі робочого столу GNOME. Endless Computers публікує свої компоненти FOSS і Форк на GitHub  . Першим публічним релізом стала Endless OS 2.1.0 в липні 2014 року  . В середині грудня 2017 року була випущена Endless OS 3.3.6  . Останньою версією Endless OS є версія 3.4.0  .

## Нагороди
За даними Reviewed.com, показавши Endless Mini на виставці CES 2016 Лас-Вегасі, штат Невада, компанія Endless Computer була нагороджений нагородою CES Editors 'Choice  . 
TechSpot заявив, що Endless Mini є одним з кращих пристроїв, продемонстрованих на Mobile World Congress 2016. 

## Переваги і недоліки
Блог PCWorld заявив, що Endless Computer може бути корисний для областей з обмеженим доступом до Інтернету, оскільки він поставляється з великою кількістю корисного програмного забезпечення і контенту, але для користувачів, які мають легкий доступ до Інтернету, є альтернативи, які значно потужніші або значно дешевше  . 

## посилання
- The Endless Mini $ 79 desktop PC stores as much of the Internet [Архівовано 8 серпня 2017 у Wayback Machine.] as it can | PCWorld [Архівовано 8 серпня 2017 у Wayback Machine.]
- The Endless Mini $ 79 PC: A desktop for the masses | PCWorld
- The Endless Mini $ 79 desktop PC stores as much of the Internet as it can : gadgets
- Endless Has Built A $ 79 PC For The Offline World - TechCrunch [Архівовано 19 травня 2018 у Wayback Machine.]
- Meet the start-up that's betting on plain old PCs [Архівовано 19 травня 2018 у Wayback Machine.] making a comeback - The Washington Post [Архівовано 19 травня 2018 у Wayback Machine.]
- Endless Unveils The Endless mini To Bring The Next Five Billion People Into The Information Age. Архівований 25 лютого 2016 року.
- Endless, il pc per chi non ha Internet - Wired [Архівовано 19 травня 2018 у Wayback Machine.]
- How the desktop computer will rise again - CNN [Архівовано 19 травня 2018 у Wayback Machine.]
- A desktop computer for the developing world - CNN Video [Архівовано 19 травня 2018 у Wayback Machine.]
- http://cnnexpansion.com/tecnologia/2015/04/21/somos-apple-para-el-resto-del-mundo-endless [Архівовано 14 грудня 2015 у Wayback Machine.]
- Budget PC targets developing world with own OS - BBC News [Архівовано 26 листопада 2016 у Wayback Machine.]
- 5 Times Technology Made The World A Better Place [Архівовано 7 березня 2018 у Wayback Machine.] | HuffPost [Архівовано 7 березня 2018 у Wayback Machine.]